# 埃尔门霍斯特 (前波美拉尼亚-吕根县)
埃尔门霍尔斯特是德国石勒苏益格－荷尔斯泰因州的一个市镇。总面积13.00平方公里，总人口925人，其中男性490人，女性435人（2011年12月31日），人口密度71人/平方公里。